# 久米バスストップ

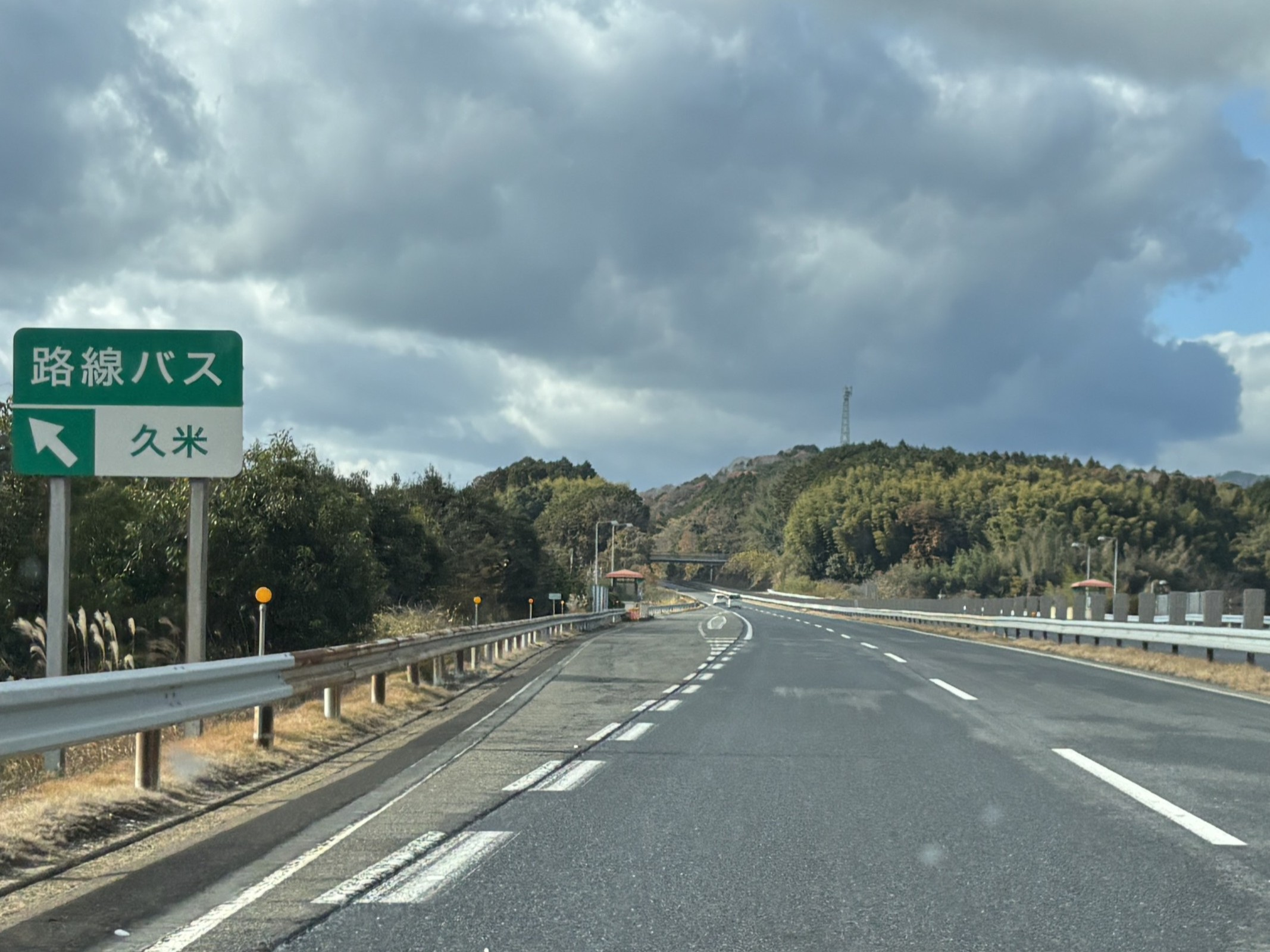
久米バスストップ（下り）

久米バスストップ（くめバスストップ）は、岡山県津山市中北下の中国自動車道上にあるバス停。

## 停車する路線
| のりば | 愛称                | 会社名                           | 行先                                                   | 備考     |
| ------ | ------------------- | -------------------------------- | ------------------------------------------------------ | -------- |
| 上り線 | 大阪 - 新見・三次線 | 阪急バス・阪急観光バス・備北バス | 大阪（新大阪駅・梅田（阪急三番街高速バスターミナル）） |          |
| 下り線 | 降車専用            | 降車専用                         | 降車専用                                               | 降車専用 |

## 隣
中国自動車道
(14)院庄IC/BS - (BS)久米BS - (PA)美作追分PA/BS - (15)落合JCT - (16)落合IC/BS

## バス停へのアクセス
- 西日本旅客鉄道 姫新線 美作千代駅
- 津山市コミュニティバス・ごんご久米線（中鉄北部バス） 
  - 運動公園入口バス停から徒歩約5分
  - 久米支所前バス停から徒歩約10分

## 位置情報
- 北緯35度03分34秒 東経133度54分01秒 / 北緯35.05944度 東経133.90028度
- 津山西部［北西］ - 地理院地図
- 津山市中北下 - Google マップ